# Саратовский железнодорожный мост
Саратовский железнодорожный мост — железнодорожный мост через Волгу в черте города Саратова.

## История
Вопрос о постройке моста у Саратова впервые возник в 1892 году при сооружении заволжских железнодорожных линий обществом Рязано-Уральской железной дороги. Примерно с 1900 года Рязанско-Уральская железная дорога старалась получить средства от казны и города Саратова для строительства железнодорожного моста для соединения её путей с обеих сторон реки Волги.
25 марта 1917 Временное правительство России утвердило проект двухуровнего совмещённого автомобильно-железнодорожного моста вблизи центра города. Но уже в июле 1917 комиссия решила, что строительство двух мостов — автодорожного моста близко к городу и железнодорожного ниже по течению — обходится дешевле. Октябрьская революция и Гражданская война препятствовали реализации проекта, и только в 1926 году начались подготовительные работы для строительства железнодорожного моста. Собственно строительство началось в 1930 году.
Мост строился долго и трудно. Поставленный перед строителями срок пуска моста — 15 февраля 1934 года был сорван. Газета «Саратовский рабочий» #12 (436) от 12.01.1934 года писала о вопиющей организации строительства моста, о срыве сроков монтажа пролётных строений и сборке ферм. Согласно газетной публикации строительством занималась организация «Стальмост», за неудовлетворительную работу по строительству Саратовского моста в августе 1933 года руководство этой организации было сменено.
13 апреля 1934 года произошла крупная трагедия. При сборке пролётных строений произошла деформация пролета, и мост буквально развалился. Тогда в Волге утонуло около 150 человек, но точных данных в архивах нет. Официальные органы и газеты тех лет об этом молчали. Все погибшие похоронены на Увекском кладбище Саратова, которое и образовалось после этой аварии.
…Время было обеденное, и большинство рабочих в целях экономии времени ели прямо на рабочих местах. В результате аварии всех сбросило в Волгу. Падая с 14-метровой высоты, люди пробивали своими телами лед, который ещё кое-где покрывал реку, но спастись не могли — тающий лед был ещё достаточно крепок и не давал плыть, но не выдерживал тяжести людей, которые пытались выбраться из ледяной воды.
.
В 1934 году из-за низких темпов работ правительством было принято решение о передаче строительства Железнодорожным войскам. Военным железнодорожникам предстояло смонтировать и установить на опоры пролётные строения общим весом более 10 тысяч тонн. К работам были привлечены учебно-опытный мостовой железнодорожный полк (командир Н. М. Ипатов), сводные мостовые железнодорожные роты Белорусского, Ленинградского, Украинского военных округов и Отдельной Кавказской Краснознаменной армии, слушатели старших курсов основного отделения мостового факультета и преподаватели кафедр Военно-транспортной академии РККА.
Работы начались зимой 1934 года. Сооружение моста требовало применения разнообразных способов монтажа пролётных строений: сборки на подмостях в пролете; полунавесной сборки с промежуточными опорами; сборки на подмостях в стороне от оси моста в уровне опор с последующей перевозкой на плавучих опорах; сборки на шпальных клетках с выкаткой по пирсам и с последующей перевозкой на плавучих опорах на высоте 6 метров и подъемкой пролётного строения весом 726 тонн на высоту 19 метров специальными ленточными подъемниками, впервые применявшимися в СССР. В апреле 1935 года все 16 пролетов моста были смонтированы, а 1 мая по мосту прошел первый пассажирский поезд. 17 мая 1935 года мост длиной в 1730 м был принят в эксплуатацию.
В связи с этим существовавшее с 1896 года паромное соединение Рязанско-Уральской железной дороги было ликвидировано. Суда паромной переправы и Саратовский ледокол, входившие в состав флотилии Рязано-Уральской железной дороги, стали использоваться по другому назначению.

## В культуре
- В компьютерной игре Metro Exodus мост является одной из локаций на уровне «Волга».